# إيفون وليامز
إيفون وليامز هي رسامة كندية، ولدت في 1901، وتوفيت في 1997.